# Triệu Túc (Tiền Lý)
Triệu Túc (chữ Hán: 趙肅, 470-545) là công thần khai quốc nhà Tiền Lý trong lịch sử Việt Nam. Ông có công giúp Lý Nam Đế lập nước Vạn Xuân và tử trận trong cuộc chiến chống quân Lương năm 545.

## Sự nghiệp
Triệu Túc là người huyện Chu Diên (Hưng Yên hiện nay). Theo Đại Việt sử ký toàn thư, ông là tù trưởng huyện Chu Diên, rất mến phục tài đức của Giám quân châu Cửu Đức là Lý Bí, mưu cùng Lý Bí khởi nghĩa chống nhà Lương. Tham gia giúp Lý Bí còn có em ông là Triệu Quang Thành và con trai ông là Triệu Quang Phục
Lý Bí tập hợp hào kiệt Giao Châu, khởi nghĩa chống nhà Lương năm 541. Qua 3 năm chiến đấu, 3 lần đánh bại quân Lương, lại đánh đuổi quân Lâm Ấp xâm lấn phía nam. Năm 544, Lý Bí xưng đế, đặt niên hiệu, lập trăm quan, dựng quốc hiệu là Vạn Xuân. Trong những người phò tá, Triệu Túc được phong làm thái phó, Tinh Thiều đứng đầu các quan văn, Phạm Tu đứng đầu các tướng võ; Triệu Quang Phục con ông làm Tả tướng quân.
Sau đó sử cũ không chép thêm về Triệu Túc. Theo sử gia Nguyễn Khắc Thuần, Triệu Túc tham chiến trong trận chống quân Lương do Trần Bá Tiên và Dương Phiêu chỉ huy năm 545 và bị tử trận cùng Phạm Tu và Tinh Thiều. Thành Gia Ninh vỡ, gần như toàn bộ tướng lĩnh và quan lại cao cấp nhất của nước Vạn Xuân bị mất trong trận thua này, Lý Nam Đế phải rút về quận Tân Xương tổ chức lại lực lượng chiến đấu.
Sau này Triệu Quang Phục được Lý Nam Đế trao lại binh quyền, đánh đuổi được quân Lương năm 550 và trở thành Triệu Việt Vương cai trị nước Vạn Xuân.